# Кімерійська школа живопису
Кімерійська школа живопису — регіональна школа художників пейзажного живопису, що склалася наприкінці XIX — початку XX століття. Спочатку це явище в сфері мистецтва називається «кімерійською школою пейзажу», яку склали художники, які жили і працювали в  Феодосії і  Коктебелі (Крим).
Основоположниками кімерійської школи живопису стали Іван Айвазовський, Костянтин Богаєвський і Максиміліан Кирієнко-Волошин. Всі три художники писали переважно «з пам'яті». Численні романтичні «бурі» Івана Айвазовського, фантастичні міста Костянтина Богаєвського, Волошинська акварельна Кімерія створювалися грою уяви, польотом фантазії, були плодом імпровізації не в меншій мірі, ніж зіркості реалістичного зору і відмінною художньою пам'яттю. Другою рисою, що об'єднувала ці творчі особистості, можна назвати палку, безмірну упередженість до легендарної землі Кімерії, якою бачили вони землю реального східного Криму, до її моря, бо море Айвазовського — це все-таки переважно Чорне море, море Кімерії, хоча він писав мало не всі моря і океани, до химерної романтики кімерійських скель, пологих пагорбів, безлюдних долин і узбереж. В їхніх пейзажах майже не зображується людина, тільки стихія первозданної природи, да подекуди кам'яне житло або фортеця, або корабель — справа рук людських, ще занадто слабких перед могутністю світобудови.

## Представники кімерійської школи живопису
- І. К. Айвазовський
- Е. Я. Магдесян
- К. Ф. Богаєвський
- М. О. Кирієнко-Волошин
- К. К. Арцеулов
- Л. Ф. Лагоріо
- М. П. Латрі
- А. І. Фесслер
- О. В. Ганзен.

## Ресурси Інтернету
- Національна феодосійська картинна галерея ім І. К. Айвазовського [Архівовано 15 жовтня 2014 у Wayback Machine.]